# Красний Виселок (Чернянський район)
Красний Виселок — селище Чернянського району Бєлгородської області Росії.  Населення 52 жителя. Кількість подворій - 20.
Знаходиться в межах української етнічної території — Східна Слобожанщина, Подоння.

## Історія
Селище засноване в першій половині 20 століття вихідцями з селища Красний Острів.
Після укладення Брестського миру в 1918 р. демаркаційна лінія пройшла північніше Новооскільського повіту і Красний Виселок був включен до складу земського центру м. Острогозька, земля Подоння, Української народної республіки (У Н Р). а в 1919 р. волость ввійшла до складу Харківської губернії, Української держави гетьмана Скоропадського. Після повалення Скоропадського, у складі військово-територіальної одиниці адміністративного поділу Озброєних сил Півдня Росії і його займала Добровольча армія

## Виноски
1. ↑  Українська етнічна територія-1949 рік
2. ↑  Утворення Української Народної Республіки 1918 рік
3. ↑  Розселення українців на 1897 р.[недоступне посилання з червня 2019]
4. ↑  Карта розміщення українського населення. Архів оригіналу за 24 листопада 2018. Процитовано 30 серпня 2014.
5. ↑  1897 Укр. повіти. Архів оригіналу за 23 вересня 2016. Процитовано 3 квітня 2022.
6. ↑  Етнографічна карта  1875 рік. Архів оригіналу за 6 жовтня 2014. Процитовано 30 серпня 2014.
7. ↑  «Етнографічна границя»  української території. Архів оригіналу за 22 грудня 2012. Процитовано 11 березня 2022.